# Império Britânico
O Império Britânico (em inglês:  British Empire) foi o maior império em extensão de terras descontínuas do mundo. Era um império composto por domínios, colônias, protetorados, mandatos e territórios governados ou administrados pelo Reino Unido. Originou-se com as colônias ultramarinas e entrepostos estabelecidos pela Inglaterra no final do século XVI e início do século XVII. No seu auge, foi o maior império da história e, por mais de um século, foi a principal potência mundial. Em 1920 o Império Britânico dominava cerca de 458 milhões de pessoas, um quarto da população do mundo na época e abrangeu mais de 35 500 000 km2 (13 700 000 sq mi), quase 24% da área total da Terra. Como resultado, seu legado político, cultural e linguístico é generalizado. No auge do seu poder, foi dito muitas vezes que "o sol nunca se põe no Império Britânico" devido à sua extensão ao redor do mundo garantir que o Sol sempre estivesse brilhando em pelo menos um de seus numerosos territórios.
Durante a Era dos Descobrimentos, nos séculos XV e XVI, Portugal e Espanha foram pioneiros na exploração europeia do globo e no processo de estabelecimento dos grandes impérios ultramarinos. Os interesses pela grande riqueza desses impérios fez com que a Inglaterra, França e Holanda começassem a estabelecer colônias e suas próprias redes de comércio na América e na Ásia. Uma série de guerras nos séculos XVII e XVIII com a Holanda e a França deixaram a Inglaterra (Grã-Bretanha, na sequência do Tratado de União de 1707 com a Escócia) como a potência colonial dominante na América do Norte e na Índia. A perda das Treze Colônias na América do Norte em 1783 após uma guerra de independência privou a Grã-Bretanha de algumas de suas colônias mais antigas e mais populosas. A atenção britânica logo se voltou para África, Ásia e o Pacífico. Após a derrota da França Napoleônica em 1815, a Grã-Bretanha teve um século de domínio quase incontestado, e ampliou sua participação imperial em todo o globo. Crescentes graus de autonomia foram concedidas a suas colônias de colonos brancos, algumas das quais foram reclassificadas como domínios.
O crescimento do Império Alemão e dos Estados Unidos tinham começado a corroer a liderança econômica do Reino Unido no final do século XIX. Posteriormente as tensões militares e econômicas entre o Reino Unido e a Alemanha foram as principais causas da Primeira Guerra Mundial, durante a qual o Reino Unido dependia fortemente sobre o seu império. O conflito provocou um enorme esforço financeiro na Grã-Bretanha, e, embora o império tivesse alcançado a sua maior extensão territorial, imediatamente após a guerra, já não era um poder inigualável em aspectos industriais ou militares. Durante a Segunda Guerra Mundial, o Reino Unido viu as suas colônias no Sudeste da Ásia serem ocupadas pelo Japão, o que danificou o prestígio britânico e acelerou o declínio do império, apesar da eventual posterior vitória britânica e dos seus aliados. A Índia, bem mais valioso e populoso do Reino Unido, alcançou a independência dois anos após fim da guerra.
Após o fim da Segunda Guerra Mundial, como parte de um movimento maior de descolonização das potências europeias, à maioria dos territórios do Império Britânico foi concedida a independência, terminando com a devolução de Hong Kong à República Popular da China em 1997. Quatorze territórios permaneceram sob soberania britânica, os Territórios Ultramarinos Britânicos. Após a independência, muitas ex-colônias britânicas aderiram à Comunidade das Nações (Commonwealth), uma associação de 53 estados independentes. Quinze países da Commonwealth compartilham o mesmo chefe de Estado, o rei Carlos III.

## História

### Primeiro e Segundo Império (1583–1783)

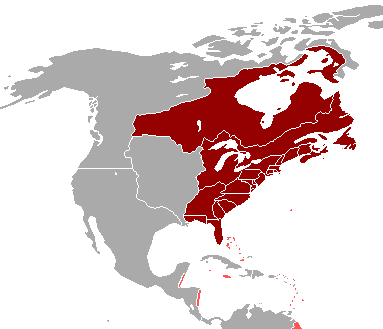
Colônias britânicas na América (1763–1776)

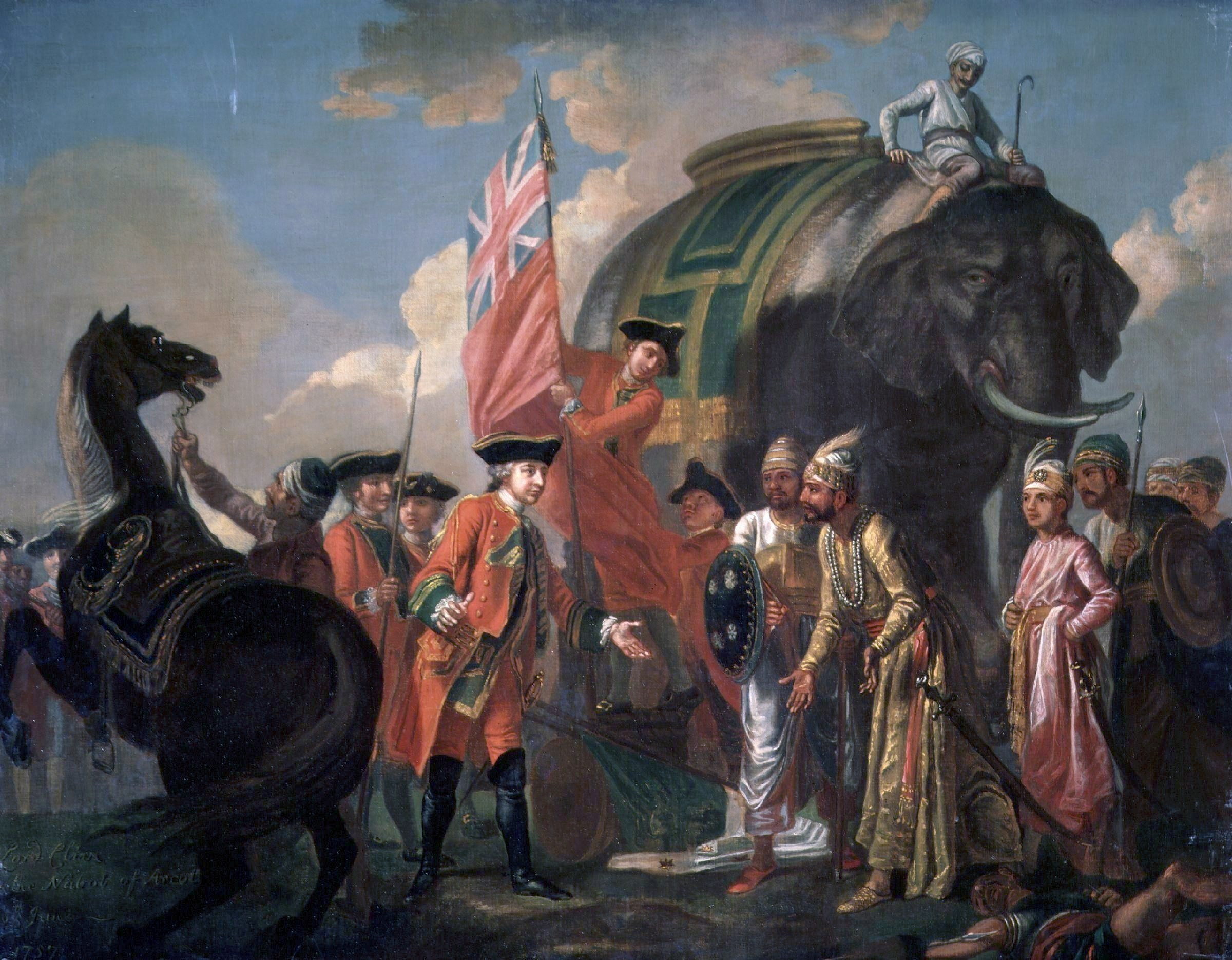
Robert Clive após a Batalha de Plassey, na Índia

Os ingleses lançaram-se à conquista do mundo durante o reinado de Henrique VIII (1509-1547), que promoveu a indústria naval, como forma de expandir o comércio para além das Ilhas Britânicas. Mas as primeiras colónias britânicas só foram fundadas durante o reinado de Isabel I, quando Sir Francis Drake circumnavegou o globo nos anos 1577 a 1580 (Fernão de Magalhães já a tinha realizado em 1522). Em 1579, Drake chegou à Califórnia e proclamou aquela região “colónia da Coroa”, chamando-lhe “Nova Albion” ("Nova Inglaterra"), mas não promoveu a sua ocupação. Humphrey Gilbert chegou à Terra Nova em 1583 e declarou-a colónia inglesa, enquanto Sir Walter Raleigh organizou a colónia da Virginia em 1587, mas ambas estas colónias tiveram pouco tempo de vida e tiveram de ser abandonadas, por falta de comida e encontros hostis com as tribos indígenas do continente Americano.
Foi apenas no século seguinte, durante o reinado de Jaime VI & I, depois da derrota da Armada Invencível do Império Espanhol, que foi assinado o Tratado de Londres, permitindo o estabelecimento da colónia da Virginia em 1607. Durante os três séculos seguintes, os ingleses expandiram o seu império a praticamente todo o mundo, incluindo grande parte de África, quase toda a América do Norte, a Índia e regiões vizinhas e várias ilhas ao redor do mundo.
Assim, em 1670 já existiam colónias inglesas estáveis na América do Norte (Nova Inglaterra, Virgínia, Carolina) e em Antígua, Barbados, Belize e Jamaica, bem como uma penetração comercial na Índia desde 1600, graças à Companhia Britânica das Índias Orientais. Funda desde 1660, em África, entrepostos de captação de escravos para as plantações americanas, apossando-se, no século seguinte em 1787, de inúmeros territórios entre o Rio Gâmbia (encravado no Senegal francês) e a Nigéria, abarcando a famosa Costa do Ouro, o actual Gana. O século XVIII é, deste modo, o período de afirmação e maturação do projecto colonial britânico.
O seu único revés neste período, forte aliás, será a independência dos Estados Unidos, em 1776. Esta perda será compensada com o início da colonização da Austrália em 1783 e mais tarde da Nova Zelândia a partir de 1840, para onde envia inicialmente deportados.

### Século Britânico (1815-1914)

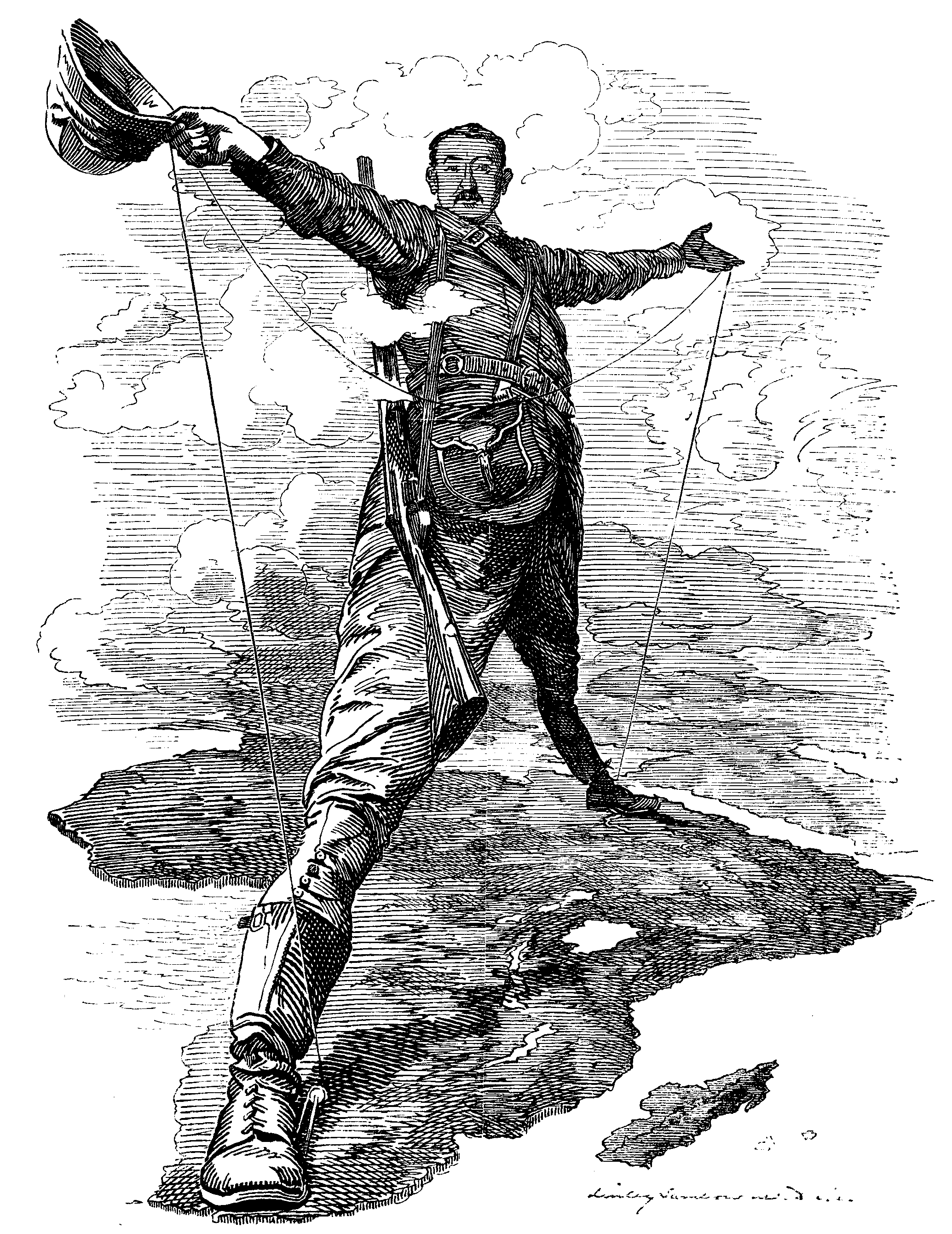
Caricatura dos planos de Cecil Rhodes de construir uma linha telegráfica entre a Cidade do Cabo e o Cairo

Entre 1815 e 1914, um período referido como "século imperial britânico" por alguns historiadores, cerca de 26 000 000 km² de território e cerca de 400 milhões de pessoas eram governadas pelo Império Britânico. A vitória sobre Napoleão deixou a Grã-Bretanha sem qualquer rival internacional sério, além do Império Russo na Ásia Central. Incontestada no mar, a Grã-Bretanha adotou o papel de polícia global, um estado de coisas mais tarde conhecido como Pax Britannica, e uma política externa de "isolamento esplêndido". Juntamente com o controle formal que exercia sobre suas próprias colônias, a posição dominante dos britânicos no comércio mundial significava que eles controlavam efetivamente as economias de muitos países, como China, Argentina e Sião, o que foi descrito por alguns historiadores como um tipo de "império Informal".
A força imperial britânica era sustentada pelo navio a vapor e pelo telégrafo, novas tecnologias inventadas na segunda metade do século XIX e que permitiam controlar e defender todo o império. Em 1902, o Império Britânico estava ligado por uma rede de cabos telegráficos, chamada de All Red Line.
A sua armada mantém-se superior às demais com a Batalha de Trafalgar em 1805, impondo uma vez mais uma pesada derrota a um adversário. O domínio de novas colónias é constante nesta altura — Malaca, desde 1795, Ceilão, Trindade e Tobago, em 1802, Malta, Santa Lúcia e Maurícia, em 1815, depois da derrota napoleónica e do seu bloqueio continental. Singapura é fundada por Thomas Raffles em 1819. No Canadá regista-se o avanço para oeste, abrindo novas frentes de colonização, o mesmo sucedendo na Índia, com a exploração do interior do Decão e de Assam, Bengala, etc.
O século XIX marca o auge do Império Colonial Britânico, cuja expansão económica e humana é favorecida pelo desenvolvimento do capitalismo financeiro e industrial, bem como pela pressão demográfica elevada. Por outro lado, marca uma nova administração e gestão da realidade colonial, com o confronto de diferentes modelos, como o dos missionários protestantes, o dos investidores privados e o das grandes companhias. Exemplo disto é o governo directo da Coroa na Índia. Aí, porém, despoletará a primeira grande revolta contra o domínio colonial britânico: a revolta dos sipais, em 1858, que ditará o fim da Companhia Britânica das Índias Orientais.

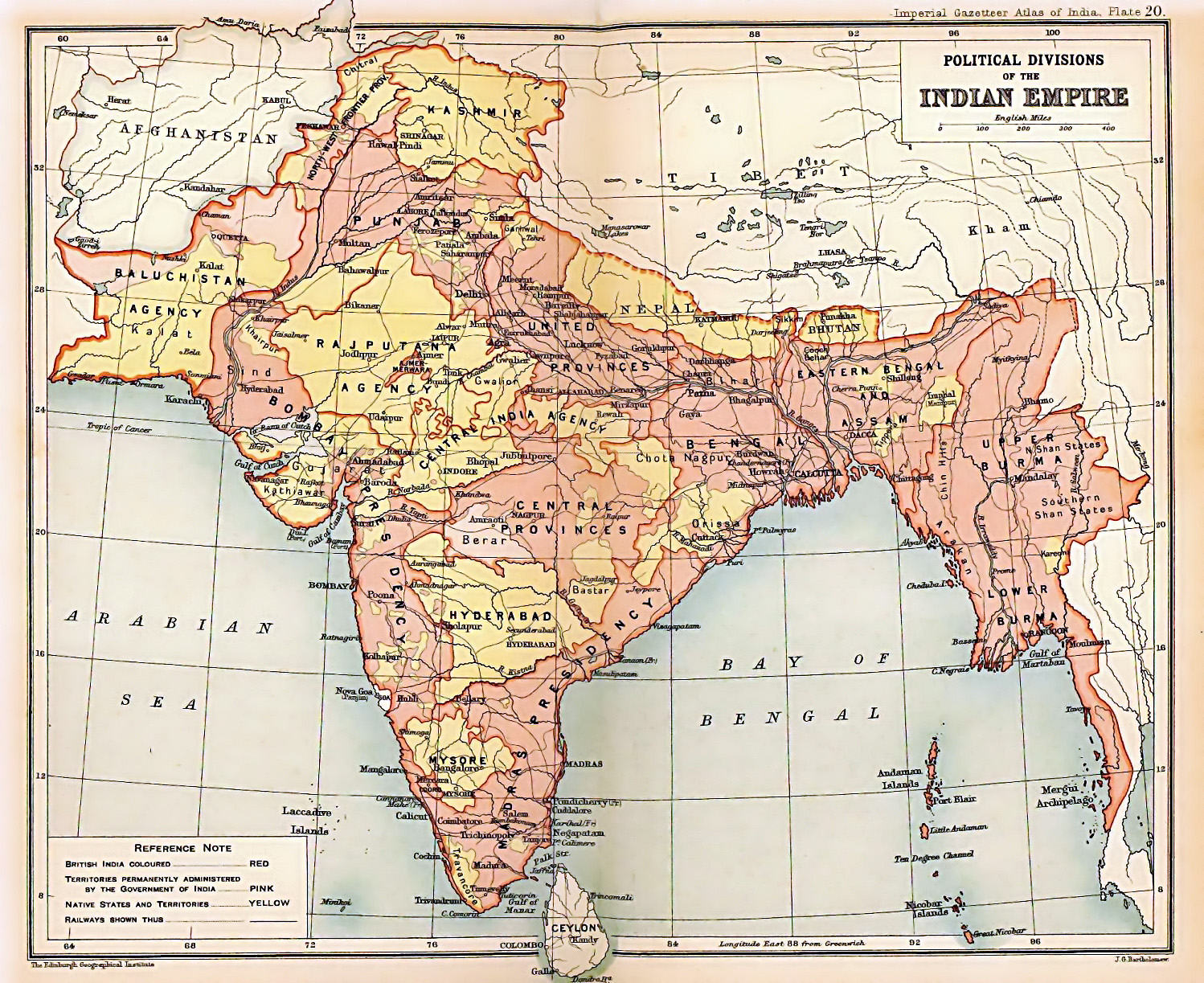
Mapa do Raj Britânico da Índia em 1909

Em 1877, a rainha Vitória — num gesto de coesão face às autonomias ou aspirações mais radicais — proclama-se imperatriz da Índia, que compreendia um extenso território entre a fronteira irano-paquistanesa e a Birmânia e entre o Oceano Índico e o Tibete.
Na China, estabelecem-se em Xangai. Na África, alimenta-se cada vez mais o sonho de construir um império inglês entre o Cairo, no Egipto, e a Cidade do Cabo, na África do Sul, o que é conseguido depois da Conferência de Berlim (1884-1885), que legitima a anexação de todos os territórios ao longo desse corredor africano (Egipto, Sudão, Quénia, Rodésia, Transvaal, etc.).
Neste último, entre 1899 e 1902, travará a primeira guerra do império, contra os bóers (descendentes de colonos holandeses estabelecidos desde o século XVII na África do Sul), que se tornarão autónomos em 1910 (União Sul-Africana).
Este conflito demonstra o desaparecimento gradual dos últimos obstáculos para a plena soberania das colónias desde o começo da segunda metade do século XIX. Nesse período, é dada autonomia às colónias de maioria de população europeia, como o Canadá, a Austrália, a Nova Zelândia e as regiões da África do Sul (Cabo, Orange, Natal e Transvaal), que ganham um estatuto de domínios (soberania quase total, mas leais à Coroa britânica), respectivamente, em 1867, 1901, 1907 e 1910. Aliás, já só dependiam da metrópole, até essa data, para assuntos externos e de defesa.

### Guerras mundiais (1914-1945)
Na virada do século XX, começou a crescer o medo de que a Grã-Bretanha não seria mais capaz de defender a metrópole e a totalidade do império, ao mesmo tempo em que mantinha a política de "isolamento esplêndido". A Alemanha estava crescendo rapidamente como uma potência militar e industrial e agora era vista como o adversário mais provável em qualquer guerra futura. Reconhecendo que estava sobrecarregada no Pacífico e ameaçada em casa pela Marinha Imperial Alemã, a Grã-Bretanha formou uma aliança com o Japão em 1902 e com seus antigos inimigos França e Rússia em 1904 e 1907, respectivamente.

#### Primeira Guerra

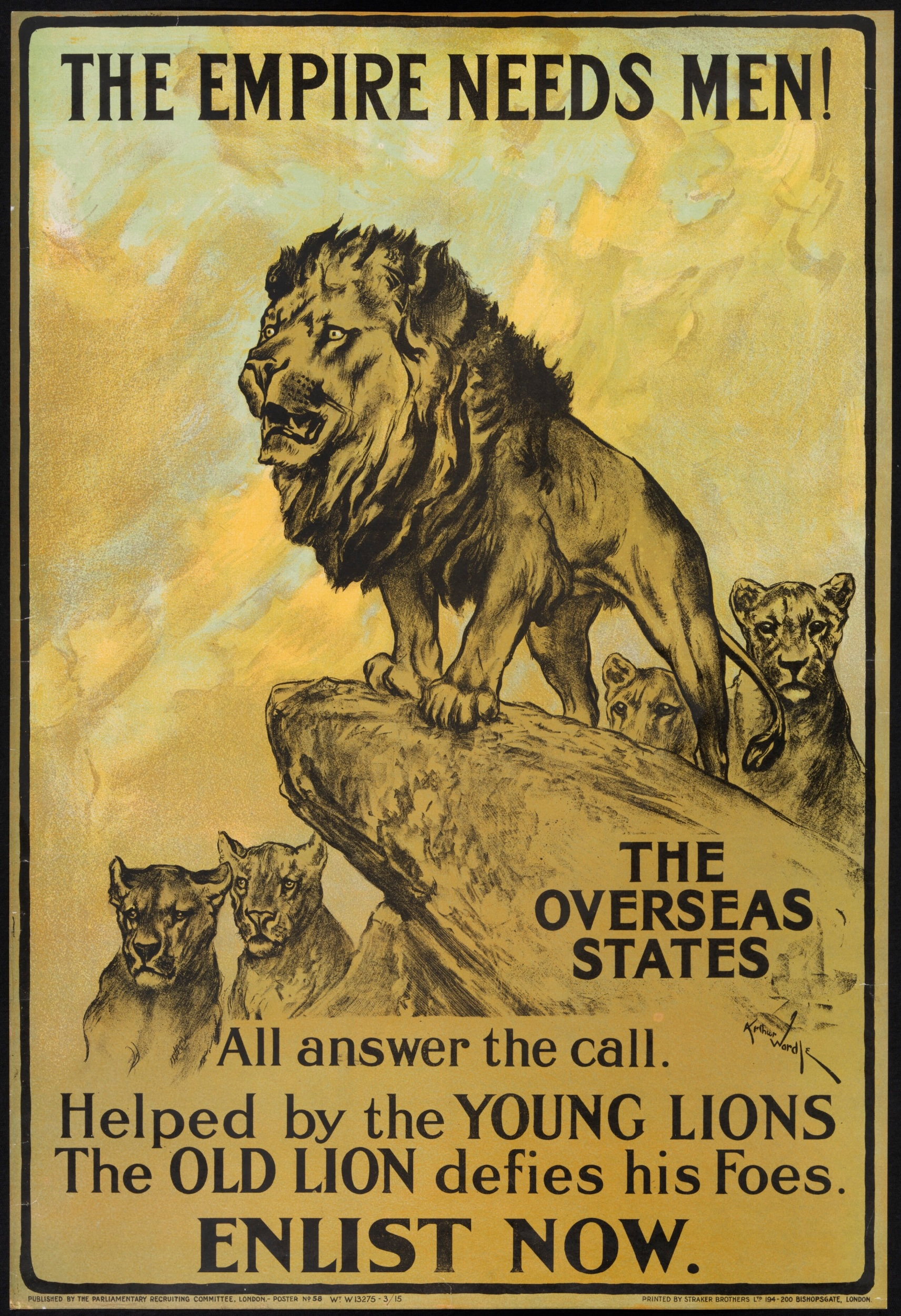
Um cartaz de 1915 solicitando aos homens dos estados ultramarinos do Império Britânico que alistem no exército britânico. O cartaz diz "O Império precisa de Homens!"

Os temores de guerra entre Grã-Bretanha e Alemanha foram realizados em 1914 com a eclosão da Primeira Guerra Mundial. A Grã-Bretanha rapidamente invadiu e ocupou a maior parte das colônias ultramarinas da Alemanha na África. No Pacífico, a Austrália e a Nova Zelândia ocuparam a Nova Guiné Alemã e a Samoa Alemã, respectivamente. Os planos para uma divisão pós-guerra do Império Otomano, que havia se juntado à guerra do lado da Alemanha, foram secretamente elaborados pela Grã-Bretanha e pela França sob o Acordo Sykes-Picot de 1916. Este acordo não foi divulgado ao Xarife de Meca, que os britânicos tentaram encorajar para lançar uma revolta árabe contra seus governantes otomanos, dando a impressão de que a Grã-Bretanha apoiava a criação de um Estado árabe independente.
A declaração britânica de guerra contra a Alemanha e seus aliados também comprometeu as colônias e os domínios, que forneceram um inestimável apoio militar, financeiro e material. Mais de 2,5 milhões de homens serviram nos exércitos dos domínios, bem como muitos milhares de voluntários das colônias da Coroa. As contribuições das tropas australianas e neozelandesas durante a Campanha de Galípoli em 1915 contra o Império Otomano tiveram um grande impacto na consciência nacional e marcaram um divisor de águas na transição da Austrália e Nova Zelândia de colônias para nações independentes. Estes países continuam a comemorar esta ocasião no Dia ANZAC. Os canadenses viram a batalha de Vimy Ridge de uma maneira similar. A importante contribuição dos domínios para o esforço de guerra foi reconhecida em 1917 pelo então primeiro-ministro britânico, David Lloyd George, quando ele convidou cada um dos primeiros-ministros dos domínios a se unir a um Gabinete Imperial de Guerra para coordenar a política imperial.
Sob os termos finais do Tratado de Versalhes, assinado em 1919, o império atingiu sua maior extensão com a adição de 4 700 000 quilômetros quadrados e 13 milhões de novos súditos. As colônias da Alemanha e do Império Otomano foram distribuídas às potências aliadas como mandatos da Liga das Nações. A Grã-Bretanha ganhou o controle da Palestina, Transjordânia, Iraque, além de partes de Camarões e Togolândia e Tanganica. Os próprios domínios também adquiriram mandatos próprios: a União Sul-Africana conquistou o Sudoeste Africano (atual Namíbia), a Austrália ganhou a Nova Guiné, enquanto a Nova Zelândia ficou com a Samoa Ocidental. Nauru se tornou um mandato combinado entre Grã-Bretanha e os seus dois domínios do Pacífico.

#### Período entreguerras

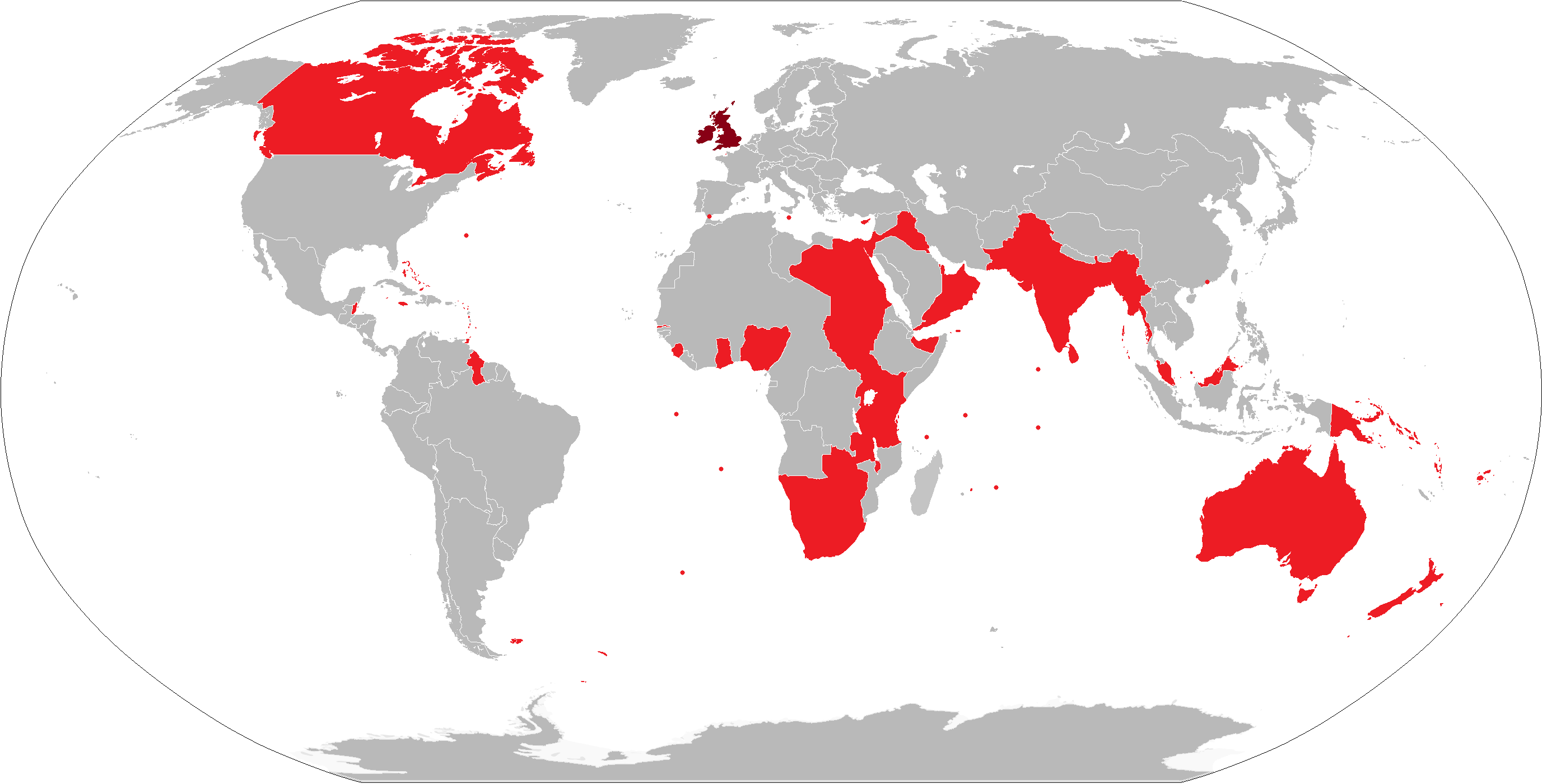
Império Britânico em seu pico territorial em 1922

A mudança da ordem mundial que a guerra havia trazido, em particular o crescimento dos Estados Unidos e do Japão como potências navais e a ascensão dos movimentos de independência na Índia e na Irlanda, causaram uma grande reavaliação da política imperial britânica. Forçada a escolher entre o alinhamento com os Estados Unidos ou o Japão, a Grã-Bretanha optou por não renovar sua aliança japonesa e em vez disso assinou o Tratado Naval de Washington de 1922, onde a Grã-Bretanha aceitou a paridade naval com os Estados Unidos. Esta decisão foi fonte de muito debate na Grã-Bretanha durante a década de 1930, quando governos militaristas tomaram parte na Alemanha e no Japão, ajudados em parte pela Grande Depressão, pois temia-se que o império não pudesse sobreviver a um ataque simultâneo das duas nações. A questão da segurança do império era uma preocupação séria na Grã-Bretanha, pois era vital para a economia britânica.

#### Segunda Guerra
A declaração de guerra da Grã-Bretanha contra a Alemanha nazista em setembro de 1939 incluiu as colônias da Coroa e a Índia, mas não abrangia automaticamente os domínios de Austrália, Canadá, Nova Zelândia, Terra Nova e África do Sul. Todos logo declararam guerra à Alemanha, mas a Irlanda optou por permanecer legalmente neutra durante a guerra.

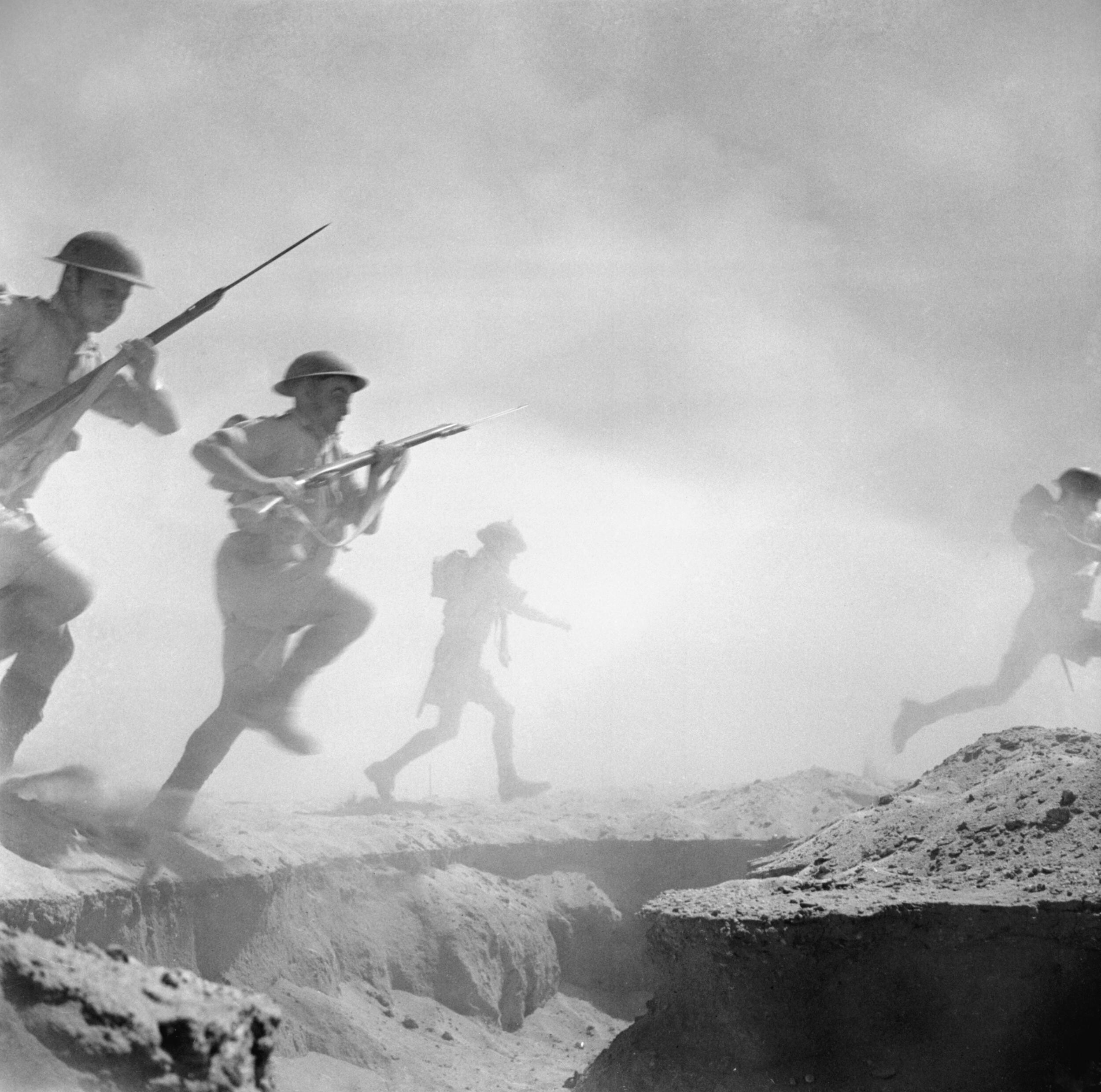
Durante a Segunda Guerra Mundial, o 8.º Exército foi formado por unidades de muitos países diferentes do Império Britânico e da Commonwealth

Após a queda da França em junho de 1940, a Grã-Bretanha e o Império permaneceram sozinhos contra a Alemanha até a invasão alemã da Grécia em 7 de abril de 1941. O então primeiro-ministro britânico, Winston Churchill, pressionou o presidente Franklin D. Roosevelt por ajuda militar dos Estados Unidos. Roosevelt ainda não estava pronto para pedir ao Congresso que comprometesse o país à guerra. Em agosto de 1941, Churchill e Roosevelt reuniram-se e assinaram a Carta do Atlântico, que incluía a declaração de que "os direitos de todos os povos de escolher a forma de governo sob a qual eles vivem" deveriam ser respeitados. Esta formulação era ambígua quanto a se referir aos países europeus invadidos pela Alemanha e pela Itália fascista, ou os povos colonizados por nações europeias, e mais tarde seria interpretada diferentemente pelos movimentos britânicos, estadunidenses e nacionalistas.
Em dezembro de 1941, o Império do Japão lançou, em rápida sucessão, ataques contra a Malásia britânica, a base naval dos Estados Unidos em Pearl Harbor e Hong Kong. A reação de Churchill à entrada dos Estados Unidos na guerra foi de que a Grã-Bretanha tinha agora a vitória garantida e de que o futuro do império estava seguro, mas a maneira pela qual as forças britânicas foram rapidamente derrotadas no Extremo Oriente prejudicou irreversivelmente a posição da Inglaterra e prestígio como uma potência imperial. O mais danoso de todos foi a Queda de Cingapura, que anteriormente havia sido considerada uma fortaleza inexpugnável e o equivalente oriental de Gibraltar. A constatação de que a Grã-Bretanha não poderia defender todo o seu império levou a Austrália e a Nova Zelândia, que agora pareciam ameaçadas pelas forças japonesas, a se aproximarem mais dos Estados Unidos. Isso resultou no Pacto ANZUS de 1951 entre a Austrália, a Nova Zelândia e os Estados Unidos da América.

### Descolonização e declínio (1945-1997)

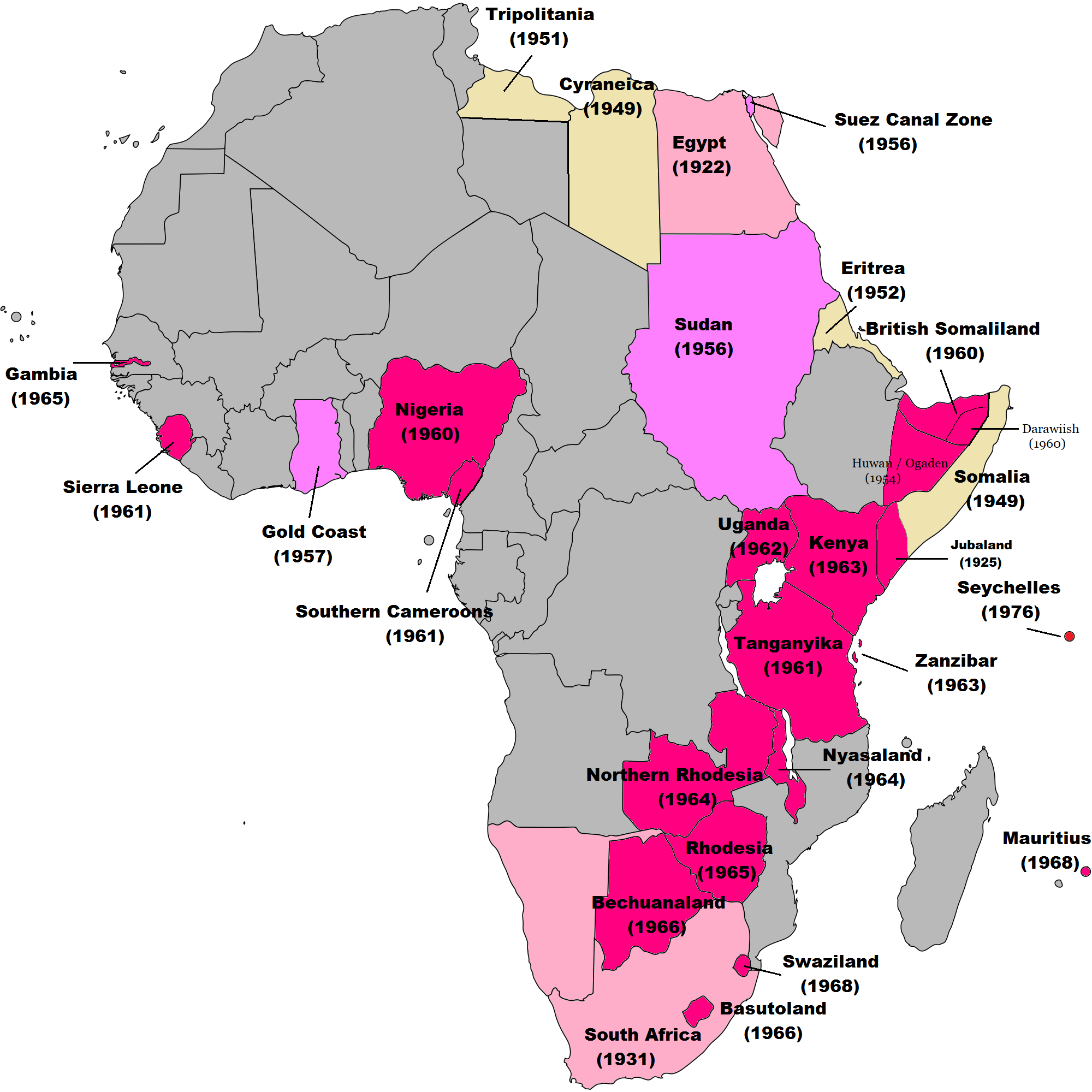
Mapa mostrando o ano da independência das ex-colônias britânicas na África. Até o final dos anos 1960, todas as colônias britânicas, com exceção da Rodésia (futuro Zimbábue) e do mandato do Sudoeste Africano (atual Namíbia), tinham alcançado a independência

Embora a Grã-Bretanha e o império saíssem vitoriosos da Segunda Guerra Mundial, os efeitos do conflito foram profundos, tanto em casa quanto no exterior. Grande parte da Europa, um continente que havia dominado o mundo por vários séculos, estava em ruínas e hospedava os exércitos dos Estados Unidos e da União Soviética, que agora mantinham o equilíbrio do poder global. A Grã-Bretanha ficou essencialmente em bancarrota, com a insolvência apenas evitada em 1946 após a negociação de um empréstimo de 4,33 bilhões de dólares dos Estados Unidos, sendo a última parcela paga em 2006.
Ao mesmo tempo, movimentos anticoloniais estavam em ascensão nas colônias de nações europeias. A situação foi ainda mais complicada pela crescente rivalidade da Guerra Fria entre os Estados Unidos e a União Soviética. Em princípio, ambas as nações se opunham ao colonialismo europeu. Na prática, entretanto, o anticomunismo estadunidense prevaleceu sobre o anti-imperialismo e, portanto, os Estados Unidos apoiaram a continuidade da existência do Império Britânico para manter a expansão comunista sob controle.
O "vento da mudança" acabou por significar que os dias do Império Britânico estavam contados e, no geral, a Grã-Bretanha adotou uma política de retirada pacífica de suas colônias, uma vez que governos estáveis e não comunistas foram estabelecidos para assumir o poder. Isso contrastava com outras potências europeias, como França e Portugal, que travaram guerras dispendiosas e, no fim, malsucedidas, para manter seus impérios intactos. Entre 1945 e 1965, o número de pessoas sob domínio britânico fora do próprio Reino Unido caiu de 700 milhões para cinco milhões, dos quais três milhões estavam em Hong Kong.

#### Fim do império

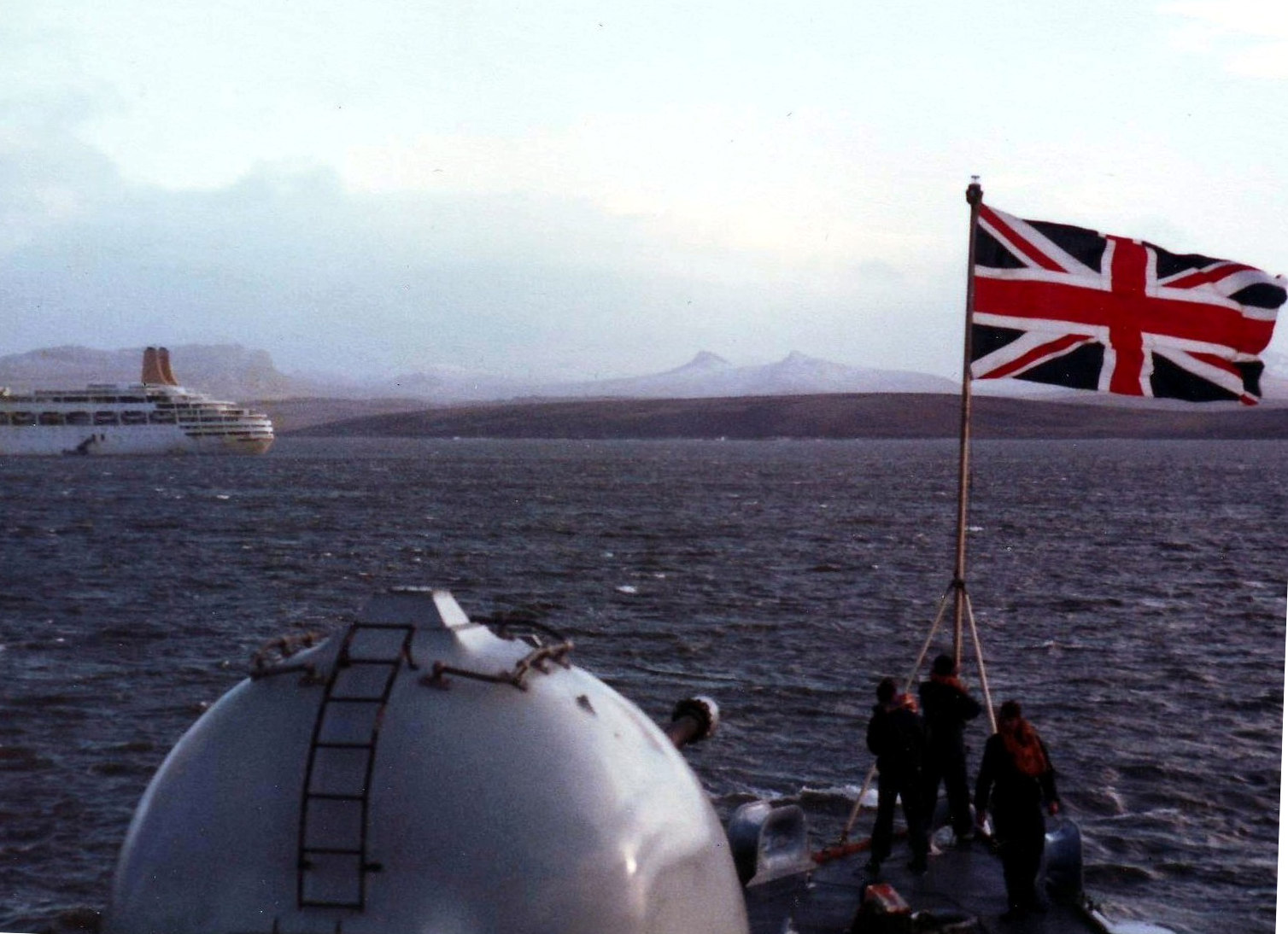
HMS Cardiff ancorado em Port Stanley no fim da Guerra das Malvinas

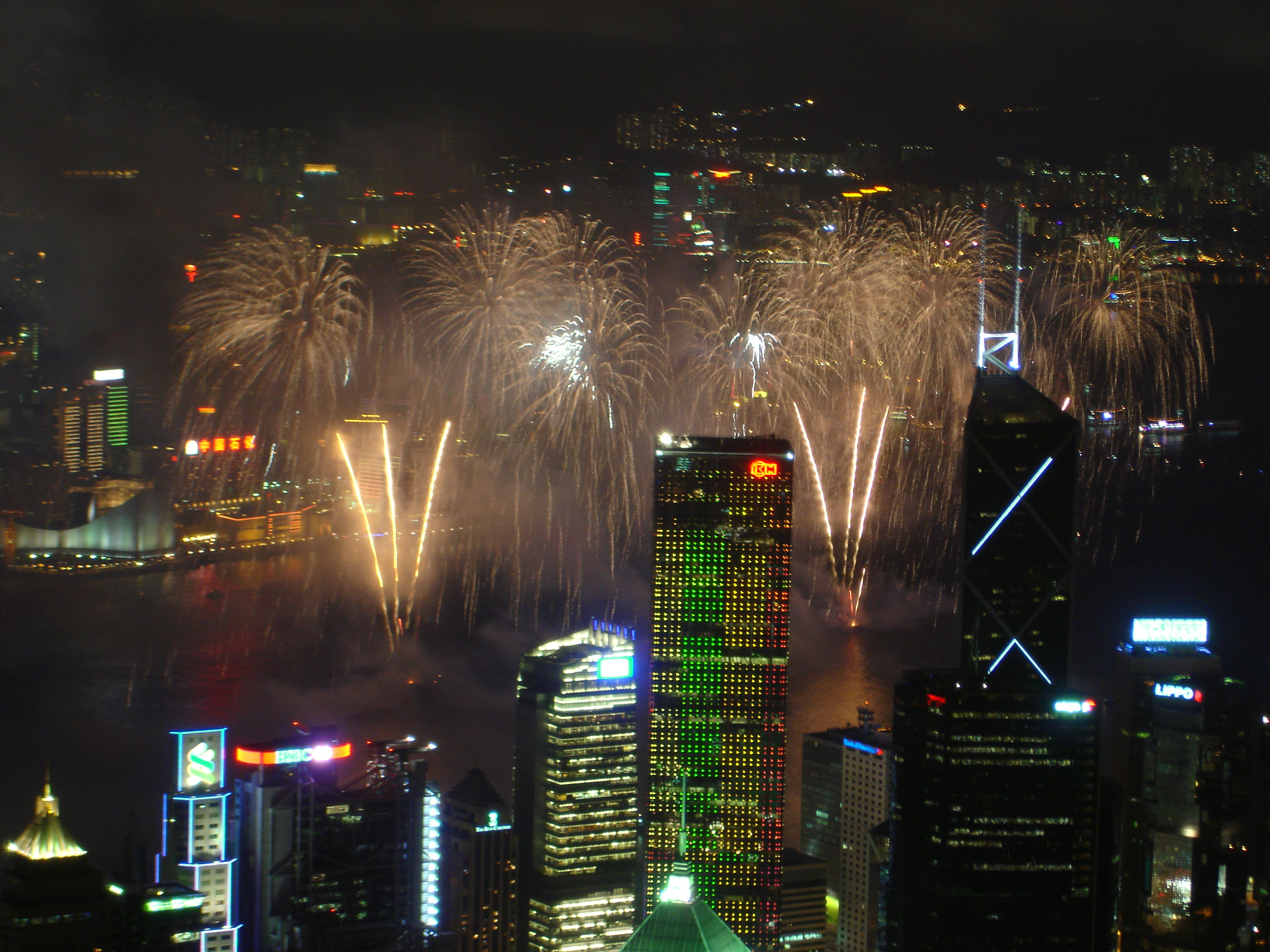
Fogos de artifício em comemoração ao 10.º aniversário da transferência da soberania de Hong Kong à China

Embora a Grã-Bretanha e seu império tenham saído vitoriosos da Segunda Guerra Mundial, os efeitos do conflito foram profundos, tanto no país como no exterior. Grande parte da Europa, um continente que havia dominado o mundo por vários séculos, estava em ruínas e abrigando os exércitos dos Estados Unidos e da União Soviética, para os quais tinha sido deslocado o equilíbrio do poder global. A Grã-Bretanha estava praticamente falida, só evitando a insolvência em 1946 após a negociação de um empréstimo de 3,5 bilhões de dólares com os Estados Unidos, cuja última parcela foi paga em 2006.
A concessão de independência para a Rodésia (como Zimbábue), Novas Hébridas (Vanuatu) em 1980, e Belize em 1981, significou que, além de poucas ilhas dispersas e postos avançados (e da aquisição em 1955 de uma rocha desabitada no oceano Atlântico, Rockall), o processo de descolonização que começou após a Segunda Guerra Mundial foi praticamente completo. Em 1982, a resolução do Reino Unido de defender os seus territórios ultramarinos restantes foi testada quando a Argentina invadiu as ilhas Malvinas, sob uma alegação de longa data que remonta ao Império Espanhol. A bem-sucedida campanha militar britânica para retomar as ilhas durante a consequente Guerra das Malvinas foi vista por muitos como tendo contribuído para inverter a tendência de queda do estatuto do Reino Unido como uma potência mundial. No mesmo ano, o governo do Canadá cortou sua última ligação legal com o Reino Unido ao separar a constituição do Canadá da britânica. A Lei de 1982 sobre o Canadá aprovada pelo parlamento britânico terminou a necessidade de envolvimento britânico em mudanças na constituição canadense. Leis equivalentes foram aprovadas pela Austrália e Nova Zelândia em 1986.
Em setembro de 1982, a primeira-ministra Margaret Thatcher viajou a Pequim para negociar com o governo chinês sobre o futuro do último, maior e mais populoso território exterior britânico, Hong Kong. Sob os termos do Tratado de Nanquim de 1842, a própria Ilha de Hong Kong havia sido cedida ao Reino Unido "em perpetuidade", mas a grande maioria da colônia era constituída pelos Novos Territórios, que tinham sido adquiridos a título de locação por 99 anos em 1898, o que expirava em 1997. Thatcher, vendo paralelos com as ilhas Malvinas, inicialmente pretendia manter Hong Kong sob controle e propôs a permanência da administração britânica, mas com a soberania chinesa, o que foi rejeitado pela China. Através de um acordo alcançado em 1984, sob os termos da Declaração Conjunta Sino-Britânica sobre Hong Kong, se tornou uma região administrativa especial da República Popular da China, mantendo a sua forma de vida por pelo menos 50 anos. A cerimônia de entrega em 1997, presenciada por muitas figuras importantes, como Carlos, Príncipe de Gales, que estava no atendimento, "o fim do Império".

## Legado

Territórios britânicos ultramarinos

O Reino Unido mantém a soberania sobre 14 territórios fora das ilhas britânicas, que foram renomeados os territórios britânicos ultramarinos em 2002. Alguns são desabitados, exceto por pessoal militar ou científico transitório; os outros são autogovernáveis em vários graus e são dependentes do Reino Unido pelas relações externas e de defesa. O governo britânico manifestou a sua disponibilidade em ajudar qualquer território ultramarino que pretenda avançar para a independência, em que é uma opção. A soberania britânica dos vários dos territórios ultramarinos é contestada por seus vizinhos geográficos: Gibraltar é reivindicada pela Espanha, as Ilhas Malvinas e as Ilhas Geórgia do Sul e Sandwich do Sul são reivindicadas pela Argentina, e os britânicos do Território Britânico do Oceano Índico é reivindicado por Maurícia e Seychelles. O Território Antártico Britânico está sujeito a sobreposição de pedidos pela Argentina e pelo Chile, enquanto muitos países não reconhecem qualquer reivindicação territorial da Antártica.
A maioria das ex-colônias britânicas são membros da Commonwealth, uma organização não política, de associação voluntária de membros iguais. Os quinze membros da Commonwealth continuam a partilhar os seus chefes de Estados com o Reino Unido, a Reinos da Commonwealth.

Membros da Commonwealth. Azul: Atuais membros; Laranja: Membros antigos; Verde: Membros suspensos

Dispersão da língua inglesa ao redor do mundo: a chamada anglofonia

Décadas e, em alguns casos séculos, do domínio britânico e de emigração deixaram sua marca em todas as nações independentes que surgiram a partir do Império Britânico. O império estabeleceu o uso do inglês em regiões ao redor do mundo. Hoje é o idioma principal de até 400 milhões de pessoas e é falado por cerca de meio bilhão como língua primeira, segunda ou estrangeira. A propagação do inglês a partir da segunda metade do século XX foi auxiliada, em parte, pela influência cultural dos Estados Unidos, que por sua vez foi formado a partir de colônias britânicas. O sistema parlamentar inglês serviu de modelo para os governos de muitas ex-colônias e a common law para os sistemas jurídicos. Os Comitê Judicial do Conselho Privado britânico ainda serve como o mais alto tribunal de recurso a várias ex-colônias do Caribe e do Pacífico. Missionários protestantes britânicos que se espalharam por todo o mundo, muitas vezes com antecedência de soldados e funcionários públicos, espalharam a Comunhão Anglicana em todos os continentes. A arquitetura colonial britânica, como em igrejas, estações ferroviárias e prédios do governo, continua a estar em muitas cidades que já fizeram parte do Império Britânico. Esportes individuais e de equipe que se desenvolveram na Grã-Bretanha, em particular o futebol, críquete, tênis e golfe foram exportados. O sistema britânico de medição, o sistema imperial, continua a ser utilizado em alguns países de várias maneiras. A convenção de dirigir no lado esquerdo da estrada tem sido mantida em grande parte do antigo império.
As fronteiras políticas desenhadas pelos britânicos nem sempre refletiram etnias ou religiões homogêneas, contribuindo para conflitos em áreas anteriormente colonizadas. O Império Britânico também foi responsável por grandes migrações de povos. Milhões de pessoas deixaram as Ilhas Britânicas, com as populações de colonos fundadores dos Estados Unidos, Canadá, Austrália e Nova Zelândia, provenientes principalmente da Grã-Bretanha e da Irlanda. As tensões permanecem entre as populações de colonos brancos desses países e suas minorias nativas e entre minorias e maiorias nativas assentados na África do Sul e Zimbábue. A colonização britânica da Irlanda deixou sua marca na forma de dividir as comunidades católica e protestante na Irlanda do Norte. Milhões de pessoas se mudaram para as colônias britânicas, com um grande número de indianos que emigram para outras partes do império. Estas incluem as atuais Malásia, Ilhas Maurício, Fiji, Guiana, Trindade, Quênia, Uganda, Tanzânia e África do Sul. A emigração chinesa, principalmente a partir do sul da China, levou à criação da maioria chinesa de Singapura e de pequenas minorias chinesas no Caribe. A demografia do próprio Reino Unido foi alterada após a Segunda Guerra Mundial, devido à imigração para a Grã-Bretanha a partir de suas ex-colônias.
Em 1967, foi criado o acrônimo CANZUK (uma proposta de união política entre Canadá, Austrália, Nova Zelândia e Reino Unido), que traria de volta as "partes mais economicamente avançadas do ex-Império Britânico", de acordo com o primeiro-ministro britânico Boris Johnson.